# گمینا تژشچانه
گمینا تژشچانه (به لهستانی:  Gmina Trzeszczany) یک گمینا در لهستان است که در شهرستان خروبیشوف واقع شده‌است. گمینا تژشچانه ۹۰٫۱۷ کیلومتر مربع مساحت و ۴٬۵۴۸ نفر جمعیت دارد.